# Mussaenda anisophylla
Mussaenda anisophylla är en måreväxtart som beskrevs av António José Rodrigo Vidal. Mussaenda anisophylla ingår i släktet Mussaenda och familjen måreväxter. Inga underarter finns listade i Catalogue of Life.